# Dispatch Motor Car Company
Dispatch Motor Car Company war ein US-amerikanischer Hersteller von Nutzfahrzeugen. Es findet sich auch die Firmierung Dispatch Motor Company, insbesondere wenn es um Personenkraftwagen geht.

## Unternehmensgeschichte
R. E. Carswell und John Hoppins leiteten das Unternehmen mit Sitz in Minneapolis in Minnesota. Es wurde erstmals im Dezember 1910 erwähnt. Zu dieser Zeit wurde die Produktion von Pkw angekündigt. Der Markenname lautete Dispatch. Weitere Pkw wurden bis 1919 angekündigt. Tatsächlich entstand aber nur ein Pkw, den die Motor Buggy Manufacturing Company aus derselben Stadt 1910 für Dispatch fertigte.
Die Produktion von Lastkraftwagen lief von 1910 bis 1919. Danach existierte das Unternehmen als Autohaus noch bis 1923.
Außerdem gibt es Hinweise darauf, dass Dispatch 1914 einige Pkw für die Continental Engine Manufacturing Company montierte.

## Fahrzeuge

### Pkw
Der im Dezember 1910 angekündigte Pkw war ein Roadster mit einem Zweizylindermotor. Eine zweite Quelle präzisiert auf Zweitaktmotor. Für 1912 wurden Modelle mit Vierzylindermotoren angekündigt.
Eine zweite Quelle gibt Wisconsin Motor Manufacturing Company als Motorenhersteller und 23 Horsepower Leistung an. Roadster, Tourenwagen und Coupé zu Preisen von 935 bis 1210 US-Dollar mit Kettenantrieb standen in den Preislisten. Ein weiteres überliefertes Detail ist Kettenantrieb, der damals schon veraltet war.
Die anfänglich genutzten Zwei- und Vierzylindermotoren hatten einheitlich 3,5 Zoll Bohrung und 5 Zoll Hub. Umgerechnet sind das 88,9 mm Bohrung, 127 mm Hub und 1577 cm³ bzw. 3153 cm³ Hubraum. Als Leistung ist für den kleineren Motor 16 PS angegeben und für den größeren Motor zunächst 35 PS, dann 30 PS für 1914 und 20 PS für 1915. Der Radstand betrug beim Roadster 244 cm und bei den anderen Modellen 305 cm.

### Lkw
Die Lkw hatten luftgekühlte Zweitaktmotoren, wahlweise mit zwei oder vier Zylindern. Sie leisteten 16 PS und 32 PS. Die Motorhaube ähnelte den Modellen von Renault, da sie vorne mangels Kühlergrill niedrig anfangen konnte und nach hinten hin anstieg. Weiter werden Friktionsgetriebe und Kettenantrieb genannt. Als Nutzlast sind 600 Pfund und 1100 Pfund im angloamerikanischen Maßsystem genannt, was umgerechnet 272 kg und 500 kg entspricht. Ab 1914 war auch der Vierzylinder-Wisconsin-Motor mit 23 PS erhältlich.
Eine andere Quelle gibt an, dass für die ersten Lkw-Modelle ab 1910 keine Details bekannt sind. 1912 erschienen das Model E mit dem 16-PS-Zweizylindermotor und der Four mit einem 35-PS-Vierzylindermotor, die die oben angegebenen Nutzlasten hatten. 1914 folgte der 23-PS-Wisconsin-Motor.